# Fimbraria cubanensis
Fimbraria cubanensis là một loài rêu trong họ Aytoniaceae. Loài này được Lehm. ex Mont. mô tả khoa học đầu tiên năm 1842. Danh pháp khoa học của loài này chưa được làm sáng tỏ. 